# Shotts
Shotts is een plaats in de regio South West in West-Australië.

## Geschiedenis
In 1911 opende een nevenspoor ('siding') langs de spoorweg tussen Collie en Narrogin. Het werd Benelaking genoemd. Later dat jaar werd de naam veranderd in Shotts. Het nevenspoor lag in de steenkoolvelden rondom Collie en de 'Premier Coal Mining Company' (PCMC) baatte er een steenkoolmijn uit.
PCMC vroeg met de steun van de Collie Road Board in 1913 aan de overheid om er een dorp te stichten.
Shotts werd in 1917 officieel gesticht. Het werd vermoedelijk naar een Schots mijndorp dertig kilometer ten oosten van Glasgow vernoemd.
Van 1913 tot 1950 was de 'Shotts State School' er actief.
De steenkoolmijn sloot in 1927.

## Beschrijving
Shotts maakt deel uit van het lokale bestuursgebied (LGA) Shire of Collie, waarvan Collie de hoofdplaats is. In de jaren 2010 werd er een industriepark gevestigd.

## Ligging
Shotts ligt langs de 'Coalfields Road' die de Albany Highway en de South Western Highway verbindt, 210 kilometer ten zuidzuidoosten van de West-Australische hoofdstad Perth, 70 kilometer ten oosten van Bunbury en iets meer dan 10 kilometer kilometer ten oostzuidoosten van Collie.
De spoorweg die tot Shotts loopt maakt deel uit van het goederenspoorwegnetwerk van Arc Infrastructure.

## Klimaat
Shotts kent een gematigd mediterraan klimaat, Csb volgens de klimaatclassificatie van Köppen.